# Bataille de Wittstock
Pour les articles homonymes, voir Wittstock (homonymie).
Guerre de Trente Ans
Batailles
La bataille de Wittstock a eu lieu au cours de la guerre de Trente Ans à proximité de la ville de Wittstock, le 4 octobre 1636 et a opposé une armée suédoise aux forces alliées du Saint-Empire romain germanique et de l'électorat de Saxe.

## Histoire
Le Saint-Empire et ses alliés catholiques disputent la domination de l'Allemagne du nord aux Suédois. La principale armée impériale observe l'armée suédoise depuis l'autre côté de l'Elbe tandis qu'une autre armée occupe le Brandebourg. Le général suédois Johan Banér fait traverser l'Elbe à ses troupes au moyen d'une marche surprise et intercepte ses adversaires sur une colline boisée un peu au sud de Wittstock. Les deux armées sont à peu près égales en nombre mais au moins un tiers de l'Armée impériale est composée de recrues saxonnes inexpérimentées. L'artillerie suédoise est également beaucoup plus puissante, ce qui conduit les Impériaux à adopter une position défensive.
Les Impériaux décident d'attendre les Suédois sur une série de collines sablonneuses, le Scharfenberg. De plus, une partie des lignes impériales est défendue par une série de six fossés ainsi qu'un mur de chariots. Leurs commandants s'attendent à ce que les Suédois apparaissent dans les prairies devant eux mais, à la place, l'armée suédoise a contourné le flanc gauche ennemi en se déplaçant derrière des collines. Les Impériaux sont alors forcés de redéployer leurs lignes pour mettre en place un nouveau front.
La bataille commence par des escarmouches entre petits détachements chargés de sécuriser les collines. Les Suédois ont des difficultés à envoyer leurs renforts à travers un sol marécageux, aussi les Impériaux ont-ils le temps de reformer correctement leurs lignes de bataille. Banér a envoyé un quart de ses forces, sous le commandement de l'Écossais James King, faire un long détour jusqu'au flanc droit adverse. Ces troupes arrivent juste avant que le reste de l'armée de Banér ne soit débordé par les Impériaux et la cavalerie de King effectue une percée à travers une rangée de 1 000 mousquetaires avant de tomber sur l'arrière des Impériaux. Désormais attaqués sur deux fronts, ceux-ci, qui ont perdu toute leur artillerie, se retirent en profitant de l'obscurité.
C'est une victoire majeure pour les Suédois, deux ans après leur défaite à la bataille de Nördlingen. La bataille n'est cependant pas décisive, car le Brandebourg ne rejoint pas le camp suédois et une tentative de mettre le siège devant Leipzig doit être abandonnée à la suite de l'arrivée d'une armée impériale de renforts, supérieure en nombre et dirigée par Matthias Gallas.